# Avatar: The Last Airbender (truyện tranh)
Truyện tranh Avatar: The Last Airbender là phần mở rộng chính thức của loạt phim hoạt hình nổi tiếng cùng tên, do Michael Dante DiMartino và Bryan Konietzko sáng tạo. Được xuất bản bởi Dark Horse Comics, các truyện tranh này tiếp tục câu chuyện của Aang và nhóm bạn sau khi chiến tranh kết thúc, đồng thời khám phá thêm về thế giới Avatar.

## Tuyển tập truyện ngắn

### The Lost Adventures(2011)
Tuyển tập này bao gồm các truyện ngắn từng được đăng trên tạp chí Nickelodeon Magazine và các đĩa DVD của loạt phim. Các câu chuyện diễn ra trong suốt ba mùa của loạt phim gốc, mang đến những góc nhìn mới về các nhân vật và sự kiện.

### Team Avatar Tales(2019)
Tuyển tập này gồm các truyện ngắn mới và đã xuất bản trước đó, tập trung vào các thành viên của nhóm Avatar và những cuộc phiêu lưu nhỏ của họ.

## Tiểu thuyết đồ họa
Dark Horse Comics đã xuất bản một loạt tiểu thuyết đồ họa tiếp nối trực tiếp câu chuyện của loạt phim gốc. Các tác phẩm này được chia thành các bộ ba (trilogy) và một số truyện đơn lẻ:

### The Promise(2012)
Bộ ba này khám phá những xung đột sau chiến tranh, đặc biệt là vấn đề các thuộc địa của Hỏa quốc trong Thổ quốc. Aang và Zuko phải đối mặt với những quyết định khó khăn để duy trì hòa bình.

### The Search(2013)
Zuko hợp tác với Azula và nhóm Avatar để tìm kiếm mẹ mình, Ursa. Hành trình này tiết lộ nhiều bí mật về gia đình hoàng gia Hỏa quốc.

### The Rift(2014)
Aang và Toph đối mặt với sự xung đột giữa truyền thống và hiện đại khi một nhà máy được xây dựng trên vùng đất linh thiêng. Câu chuyện nhấn mạnh tầm quan trọng của việc cân bằng giữa quá khứ và tương lai.

### Smoke and Shadow(2015–2016)
Zuko đối mặt với một nhóm phản loạn mang tên "Hội Ozai Mới" đang âm mưu lật đổ anh để khôi phục quyền lực cho Hỏa vương Ozai. Mai, bạn gái cũ của Zuko, cũng đóng vai trò quan trọng trong câu chuyện này.

### North and South(2016–2017)
Katara và Sokka trở về Nam Thủy tộc và phát hiện ra quê hương của họ đã thay đổi đáng kể. Câu chuyện khám phá sự xung đột giữa truyền thống và hiện đại trong cộng đồng của họ.

### Imbalance(2018–2019)
Aang và nhóm bạn đối mặt với xung đột giữa những ngự thuật sư và người thường, khi một thành phố mới đang phát triển nhanh chóng. Bộ ba này được viết bởi Faith Erin Hicks và minh họa bởi Peter Wartman.

### Truyện đơn lẻ
Ngoài các bộ ba, Dark Horse Comics còn xuất bản một số truyện đơn lẻ tập trung vào các nhân vật cụ thể:
- Katara and the Pirate's Silver (2020): Katara tham gia vào một cuộc phiêu lưu với nhóm cướp biển và học được nhiều bài học quý giá.[11]
- Toph Beifong's Metalbending Academy (2021): Toph mở một học viện dạy bẻ cong kim loại và đối mặt với những thách thức trong việc giảng dạy.[12]
- Suki, Alone (2021): Câu chuyện về Suki khi cô bị giam giữ trong nhà tù Boiling Rock và cách cô giữ vững tinh thần.[13]
- Azula in the Spirit Temple (2023): Azula tìm kiếm sự chuộc lỗi và khám phá bản thân trong một ngôi đền linh thiêng.[14]
- The Bounty Hunter and the Tea Brewer (2024): Một câu chuyện mới xoay quanh một thợ săn tiền thưởng và một người pha trà, hứa hẹn mang đến những tình tiết hấp dẫn.[15]
- Ashes of the Academy (2025): Dự kiến phát hành vào năm 2025, câu chuyện này sẽ tiếp tục mở rộng thế giới Avatar.

## Phát hành và đón nhận
Các truyện tranh Avatar: The Last Airbender đã nhận được sự đón nhận nồng nhiệt từ người hâm mộ và giới phê bình. Chúng không chỉ mở rộng thế giới Avatar mà còn đào sâu vào tâm lý nhân vật, các mối quan hệ và những vấn đề xã hội phức tạp như xung đột văn hóa, chính trị và bản sắc cá nhân.